# Álamo (Nuevo México)
Álamo es un lugar designado por el censo ubicado en el condado de Socorro en el estado estadounidense de Nuevo México. En el Censo de 2010 tenía una población de 1.085 habitantes y una densidad poblacional de 10,69 personas por km².

## Geografía
Álamo se encuentra ubicado en las coordenadas 34°25′6″N 107°30′45″O / 34.41833, -107.51250. Según la Oficina del Censo de los Estados Unidos, Álamo tiene una superficie total de 101.46 km², de la cual 101.46 km² corresponden a tierra firme y (0%) 0 km² es agua.

## Demografía
Según el censo de 2010, había 10.85 personas residiendo en Álamo. La densidad de población era de 10,69 hab./km². De los 1.085 habitantes, Álamo estaba compuesto por el 2.49% blancos, el 0% eran afroamericanos, el 95.39% eran amerindios, el 0.55% eran asiáticos, el 0% eran isleños del Pacífico, el 0.18% eran de otras razas y el 1.38% pertenecían a dos o más razas. Del total de la población el 3.04% eran hispanos o latinos de cualquier raza.